# Paul Eber

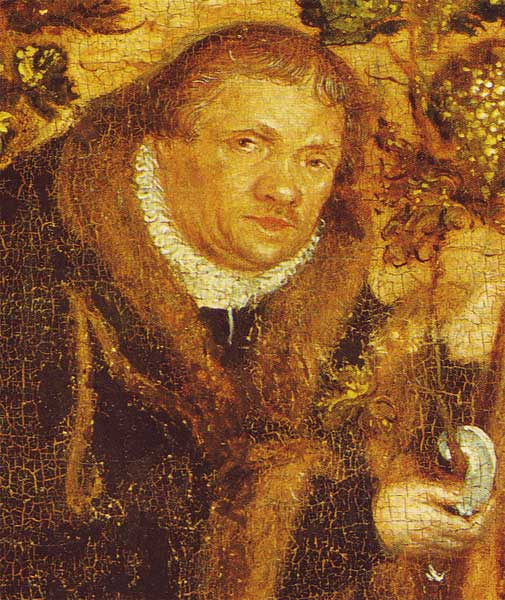
Paul Eber ritratto da Lucas Cranach il vecchio

Paul Eber (Kitzingen, 8 novembre 1511 – Wittenberg, 10 dicembre 1569) è stato un teologo tedesco, autore di opere storiche, trattati di teologia e inni religiosi, amico personale di Filippo Melantone e uno dei maggiori esponenti della riforma protestante a Wittenberg.

## Biografia
Paul Eber nacque a Kitzingen in Franconia nel 1511. Studiò nella scuola locale e quindi dal 1524 a Ansbach. All'età di 13 anni, una caduta da cavallo lo rese storpio per il resto della vita. Grazie al talento mostrato negli studi poté comunque frequentare il Ägidiengymnasium a Norimberga nel 1525 e quindi nel 1532 l'Università di Wittenberg, dove strinse amicizia con Filippo Melantone.
Laureatosi nel 1536, nel 1541 fu nominato professore di grammatica latina a Wittenberg. Nel 1550 divenne decano della Facoltà di Filosofia e nel 1557 professore di ebraico e Antico Testamento. I suoi interessi di studio erano molto ampi: ha pubblicato il primo manuale moderno di storia ebraica del Secondo Tempio, un calendario storico destinato a sostituire Calendario dei Santi romani , e una revisione del testo latino dell'Antico Testamento.
Nel conflitto teologico del suo tempo alle origini della Riforma ha sempre tenuto posizioni moderate e di mediazione, rifuggendo dalle tesi più estreme. Dal 1558 fino alla fine della sua vita fu sovrintendente generale degli elettori di Sassonia e pastore della chiesa di Wittenberg. Oltre che come studioso e teologo, raggiunse una certa fama anche come autore di inni religiosi; la sua composizione più nota è Wenn wir in Höchsten Nothen sein. Alcuni dei suoi inni (Herr Gott, dich loben wir, Gottlob! nun geht das Jahr zu Ende) saranno musicati nel Settecento da Johann Sebastian Bach.
Eber morì a Wittenberg il 10 dicembre 1569 e è sepolto nella chiesa di Wittenberg.

## Le opere
Opere storiche e teologiche
- Contexta populi Judaici historia a reditu ex Babylonico exilio usque ad ultimum excidium Hierosolymae (Wittenberg 1548) (l'opera più importante di Eber ebbe molte edizioni, e fu pubblicata anche in traduzione francese e tedesca)
- Calendarium historicum (Wittenberg 1550) (anche quest'opera ebbe molte edizioni, e fu pubblicata in traduzione francese e tedesca)
- Evangeliorum dominicalium explicatio, a cura di Johann Cellarius (Francoforte 1576) (tr. tedesca, Francoforte 1578)
- Katechismuspredigten, a cura di Theophilus Feurelius (Norimberga 1577)
- Vom heiligen Sakrament des Leibs u. Bluts unseres Herrn Jesu Christi (Wittenberg 1562)
- Pia assertio de coena domini (Wittenberg 1563)
- Biblia germanico-latina (Wittenberg 1565)

Inni religiosi
- Helft mir Gottes Güte preisen
- Herr Jesu Christ wahr'r Mensch und Gott
- Wenn wir in höchsten Nöten sind
- Herr Gott Dich loben wir
- In Jesu Wunden schlaf ich ein
- Zwei Ding, oh Herr bitt ich Dir